# Manatee Road
Manatee Road es un lugar designado por el censo ubicado en el condado de Levy en el estado estadounidense de Florida. En el Censo de 2010 tenía una población de 2.244 habitantes y una densidad poblacional de 64,54 personas por km².

## Geografía
Manatee Road se encuentra ubicado en las coordenadas 29°30′52″N 82°55′6″O / 29.51444, -82.91833. Según la Oficina del Censo de los Estados Unidos, Manatee Road tiene una superficie total de 34.77 km², de la cual 34.77 km² corresponden a tierra firme y (0%) 0 km² es agua.

## Demografía
Según el censo de 2010, había 2.244 personas residiendo en Manatee Road. La densidad de población era de 64,54 hab./km². De los 2.244 habitantes, Manatee Road estaba compuesto por el 95.01% blancos, el 1.47% eran afroamericanos, el 0.4% eran amerindios, el 0.4% eran asiáticos, el 0% eran isleños del Pacífico, el 1.83% eran de otras razas y el 0.89% pertenecían a dos o más razas. Del total de la población el 3.39% eran hispanos o latinos de cualquier raza.